# Щербина Микола (підприємець)
Микола Щербина (нар. 22 травня 1985, Марганець) — український топ-менеджер, ГВД аптечної мережі «АНЦ».

## Життєпис

### Освіта
Закінчив НТУ «Дніпровська політехніка» за спеціальностями «системи автоматизації» та «менеджмент».

### Кар'єра
Кар'єру розпочав 2010 року в «ПриватБанку», де працював понад сім років, зокрема шість із них керував напрямом маркетингу.
Згодом обіймав посаду директора зі стратегії в компанії Terwin Group.
У 2019 році був призначений генеральним директором (ГВД) аптечної мережі «АНЦ».

### Діяльність на посаді генерального директора «АНЦ»
Під керівництвом Миколи Щербини мережа «АНЦ» демонструвала зростання. Зокрема, з 2023-го виручка мережі збільшилась на 35 %. Станом на 2025 рік, мережа налічує понад 1100 аптек у 140 містах України та має близько 7000 співробітників.

#### Регулювання цін під час пандемії
У березні 2020 року Київське обласне відділення Антимонопольного комітету України розпочало розслідування щодо можливих узгоджених дій аптечних мереж, зокрема групи компаній «Аптека низьких цін», через підвищення цін на медичні маски під час пандемії COVID-19. У квітні 2020 року мережа «АНЦ» публічно зобов'язалася встановити мінімальну націнку на маски в розмірі 1 гривні.